# Çiftlikköy, Altıeylül
Çiftlikköy là một xã thuộc huyện Altıeylül, tỉnh Balıkesir, Thổ Nhĩ Kỳ. Dân số thời điểm năm 2010 là 262 người.